# Saint-Jean-Poutge
 Saint-Jean-Poutge  là một xã của tỉnh Gers, thuộc vùng Occitanie, tây nam nước Pháp.